# 蓮田市立蓮田南中学校
蓮田市立蓮田南中学校（はすだしりつ はすだみなみちゅうがっこう）は、埼玉県蓮田市蓮田にある公立中学校。

## 概要
蓮田南中学校は1980年（昭和55年）に蓮田市立蓮田中学校より分離する形で設立された、蓮田市の公立中学校としては最も南に位置する中学校である。
通常のPTA活動の他に、蓮田南中学校への子弟在籍を問わない希望者登録制によるボランティアの学校応援団「MINAMIサポート隊」を2008年に発足させ、学習サポートの他環境サポート・あいさつサポートなど学校活動のサポートが行われている。
※以下の各節の記述は、蓮田南中学校公式サイト内の記述を中心として整理しまとめた。

## 沿革
- 1980年（昭和55年） - 蓮田市立蓮田中学校より分離独立する形で蓮田市立蓮田南中学校が開校する。7月7日を開校記念日と定める。
- 1981年（昭和56年） - 開校記念式典を挙行し併せて校旗・校歌を制定する。校歌は小山道夫作詞、平沢元作曲。
- 1990年（平成2年） - コンピュータ室（導入台数21台）を設置する。
- 1992年（平成4年） - プールが完成する。
- 1995年（平成7年） - 彩の国レインボー賞を受賞。
- 2004年（平成16年） - ソニー子ども科学教育プログラム入選プロジェクト校（最上位）になる。
- 2007年（平成19年） - 北米社会科教師訪問団が視察訪問する。
- 2008年（平成20年） - 学校応援団「MINAMIサポート隊」を発足させる。
- 2009年（平成21年） - ビオトープが完成する。
- 2010年（平成22年） - 陶磁器製の給食食器の使用を開始する。メール配信による連絡を開始する。
- 2012年（平成24年） - Twitterの運用を開始する。

## 教育方針
教育目標として「豊かに たくましく  夢を求めて  切り拓く生徒」を掲げ、
- 自ら学ぶ生徒
- 心の豊かな生徒
- 夢を追い求める生徒

の育成を目指している。上記のそれぞれは校訓である「学恕夢」に対応している。
また、学校としての目指す姿としては「絆と規律で築く信頼される学校」を掲げている。

## 活動内容

### 生徒会活動
生徒会役員・風紀委員会が中心となって正門前にて毎朝のあいさつ運動を行っているほか、校内緑化推進のための苗木などの購入費用とするための緑化募金運動も毎月行われている。これらのそれぞれは「MINAMIサポート隊」によるサポートも受けながらの活動である。
また、蓮田中学校生徒会との経験交流活動も行われている。

### 部活動
運動部・文化部として次の部が活動を行っている。

#### 運動部
ソフトテニス部（男・女）、バスケットボール部（男・女）、バドミントン部、野球部、バレー部（女）、卓球部、サッカー部、陸上部の合計10部活。

#### 文化部
カルチャー部、吹奏楽部、美術部の合計3部活。

## アクセス
- JR宇都宮線（東北本線）「蓮田駅」より徒歩15分